# Young & Beautiful
Young & Beautiful (также Young and Beautiful) — серия американских порнографических фильмов студии Vixen, снятые в жанре гламкор-порнографии (англ. glamcore pornography, также гламурная порнография).

## Описание
Как и в большинстве серий порнографических фильмов, каждый фильм Young & Beautiful составлен из четырёх сцен, ранее выходивших на официальном сайте студии — Vixen.com. В состав фильмов серии входят не только сцены традиционного секса между парой, но также сцены ЖМЖ-триолизма (женщина/мужчина/женщина) и группового секса.

## Отзывы и награды
Рецензент фильмов для взрослых Джон Бой (англ. John Boy) из XCritic настоятельно рекомендовал первый фильм серии, похвалив взаимные отношения (химию) и сексуальность актрис, также отметив высокое качество изображения, фоны и истории. Рецензент сайта Adult DVD Talk поставил фильму четыре с половиной звезды из пяти, особо отметив сцену триолизма с участием Меган Рэйн и Райли Рид. Дёрти Боб (Dirty Bob) из AVN также положительно воспринял фильм, поставив ему четыре звезды из пяти. Боргус Уимс (Borgus Weems) из XBIZ положительно отозвался о Young & Beautiful 2, назвав его «первоклассным материалом» и похвалил режиссёра и актрис.
В январе 2018 года первый фильм серии был удостоен награды AVN Awards в категории «Лучшая сцена триолизма — девушка/девушка/парень», а сама серия получила награду как «Лучший новый сериал».

## Список фильмов
| Год  | Фильм                | Актёрский состав |
| ---- | -------------------- | --- |
| 2016 | Young & Beautiful    | Аня Олсен, Блейк Иден, Бри Дэниелс, Меган Рэйн, Райли Рид, Жан Валь Жан, Кристиан Клэй и Мик Блу                                           |
| 2016 | Young & Beautiful 2  | Алекса Грейс, Вероника Родригес, Кендра Сандерленд, Миа Малкова, Сидни Коул, Жан Валь Жан, Кристиан Клэй, Ксандер Корвус и Чарльз Дера     |
| 2017 | Young & Beautiful 3  | Абелла Дейнджер, Аидра Фокс, Вики Чейз, Карла Куш, Огаст Эймс, Райли Рид, Скарлет Рэд, Джонни Синс, Жан Валь Жан, Ксандер Корвус и Мик Блу |
| 2017 | Young & Beautiful 4  | Блэр Уильямс, Карли Грей, Лана Роудс, Наталья Старр, Жан Валь Жан, Кристиан Клэй, Ксандер Корвус и Мануэль Феррара                         |
| 2017 | Young & Beautiful 5  | Алекс Грей, Кендра Сандерленд, Мелисса Мур, Эми Майли, Крис Даймонд, Кристиан Клэй, Ксандер Корвус и Мик Блу                               |
| 2018 | Young & Beautiful 6  | Джиа Лисса, Елена Кошка, Пейдж Оуэнс, Синдерелла, Джастин Хант, Дин Ван Дамм, Кристиан Клэй и Мик Блу                                      |
| 2019 | Young & Beautiful 7  | Миа Мелано, Сэди Блейк, Харли Дин, Хейли Рид, Жан Валь Жан, Мануэль Феррара, Маркус Дюпри и Мик Блу                                        |
| 2019 | Young & Beautiful 8  | Джули Кэй, Кендра Сандерленд, Литтл Каприс, Миа Мелано, Джонни Синс, Жан Валь Жан, Крис Даймонд и Мик Блу                                  |
| 2020 | Young & Beautiful 9  | Ана Роуз, Дана Вульф, Елена Ведем, Райли Стар, Стэйси Крус, Альберто Бланко, Бамбино, Ксандер Корвус и Мик Блу                             |
| 2021 | Young & Beautiful 10 | Аполония Лапьедра, Ариана Мари, Ванна Бардо, Джиа Лисса, Сибил, Скарлит Скандал, Альберто Бланко, Мануэль Феррара, Мик Блу и Эрик Эверхард |
| 2023 | Young & Beautiful 11 | Алексис Тэй, Ева Эльфи, Литтл Дрэгон, Элли Николь, Адам Оцелот, Альберто Бланко, Куинтон Джеймс и Мик Блу                                  |
| 2023 | Young & Beautiful 12 | Блейк Блоссом, Джазмин Лав, Ив Свит, Лилли Белл, Эйвери Кристи, Алекс Джонс, Кристиан Клэй, Мик Блу и Оливер Флинн                         |

## Награды и номинации
| Год  | Награда        | Результат | Категория                                                                                       | Фильм                                             |
| ---- | -------------- | --------- | ----------------------------------------------------------------------------------------------- | ------------------------------------------------- |
| 2018 | AVN Award      | Номинация | Лучшая сцена группового секса (Абелла Дейнджер, Огаст Эймс, Райли Рид, Жан Валь Жан и Мик Блу)  | Young & Beautiful 3                               |
| 2018 | AVN Award      | Номинация | Лучшая сцена секса парень/девушка (Вики Чейз и Джонни Синс)                                     | Young & Beautiful 3                               |
| 2018 | AVN Award      | Победа    | Лучшая сцена триолизма (Д/Д/П) (Меган Рэйн, Райли Рид и Мик Блу)                                | Young & Beautiful                                 |
| 2018 | AVN Award      | Победа    | Лучший новый сериал                                                                             | Young & Beautiful                                 |
| 2018 | AVN Award      | Номинация | Лучший режиссёр — короткометражные фильмы (Грег Лански)                                         | Young & Beautiful 3                               |
| 2018 | Fleshbot Award | Номинация | Лучшая сцена парень/девушка (Вики Чейз и Джонни Синс)                                           | Young & Beautiful 3                               |
| 2018 | XBIZ Award     | Номинация | Лучшая сцена секса — виньетка (Алекса Грейс, Кендра Сандерленд и Жан Валь Жан)                  | Young & Beautiful 2                               |
| 2018 | XBIZ Award     | Номинация | Сериал-виньетка года                                                                            | Young & Beautiful                                 |
| 2018 | XBIZ Award     | Номинация | Фильм-виньетка года                                                                             | Young & Beautiful 3                               |
| 2018 | XRCO Award     | Номинация | Лучший гонзо-сериал                                                                             | Young & Beautiful                                 |
| 2019 | AVN Award      | Номинация | Лучшая сцена секса парень/девушка (Синдерелла и Мик Блу)                                        | Young & Beautiful 6 (за сцену More Than a Thrill) |
| 2020 | AVN Award      | Номинация | Лучший инженю-фильм                                                                             | Young & Beautiful 6                               |
| 2021 | AVN Award      | Номинация | Лучшая сцена группового секса в иностранном фильме (Елена Ведем, Стэйси Крус и Альберто Бланко) | Young & Beautiful 9 (за сцену Almost Swingers)    |
| 2024 | AVN Award      | Номинация | Лучший инженю-фильм или мини-сериал                                                             | Young & Beautiful 12                              |
| 2025 | AVN Award      | Победа    | Лучший инженю-фильм или сборник                                                                 | Young & Beautiful 13                              |